# Майкъл Грюнбаум
Майкъл Грюнбаум (на английски: Michael Gruenbaum) е чешко-американски инженер и писател на произведения в жанра мемоари и исторически роман.

## Биография и творчество
Майкъл Грюнбаум, с рождено име Миса Грюнбаум, е роден на 23 август 1930 г. в Прага, Чехословакия. Баща му е богат адвокат и виден член на еврейската общност в Прага. След като нацистите окупират Чехословакия през 1939 г., бащата на Майкъл е арестуван, изтезаван и изпратен в Малката крепост в Терезин, където е убит в рамките на две седмици. Майкъл е изпратен в концентрационния лагер „Терезиенщат“ или „Терезин“, в Терезин през 1942 г. заедно с майка си и сестра си и остава там до края на войната. Семейството успява да оцелее там и не е изпратено с влаковете в Аушвиц благодарение на находчивостта и упоритостта на майка му. В лагера той тайно учи с други евреи. След края на войната семейството се завръща в Прага, но е изгубило роднини, приятели и имущество.
Напускат Чехословакия през април 1948 г., бягайки от идващата комунистическа диктатура. Минават през Париж и прекарват две години в Куба, докато чакат да им бъде разрешено да влязат в САЩ през 1950 г. В Куба той учи в американска гимназия и я завършва за две години. Следва в Масачузетския технологичен институт, където получава бакалавърска степен за строителен инженер, а после получава магистърска степен по градско планиране от Йейлския университет.
По време на Корейската война е мобилизиран и служи две години в армията. След демобилизацията си работи в пътното ведомство на Чикаго, Илинойс, в Бостънския орган за реконструкция и в Масачузетския отдел по обществени работи, след което става съосновател на консултантска компания.
В Чикаго се запознава и през 1956 г. жени за съпругата си Телма. Установяват се в Блуклин и имат трима синове – Дейвид, Питър и Леон. Съпругата му го интервюира, както и други оцелели от концентрационния лагер, и е авторка на книгата „Несарим: Деца, оцелели от Терезин“ (2004).
Първата му мемоарна книга „Някъде все още има слънце“ е издадена през 2015 г. В него представя живота си като дневник на едно чешко момче и тийнейджър в периода 1939 – 1945 г. – историята за нацистите, разбили детството му в Чехословакия и как той избягва смъртта на четири пъти в концентрационния лагер „Терезин“. За мемоарите си ползва и албума на майка си, в който тя е запазила всякакви бележки и спомени от лагера (той е запазен в Мемориалния музей на Холокоста в САЩ). Книгата е преведена на 20 езика по света.
Майкъл Грюнбаум умира от сърдечна недостатъчност на 8 март 2023 г. в Бруклин.

## Произведения
- Transportation Facts for the Boston Region (1968)[5]
- Somewhere There Is Still a Sun: A Memoir of the Holocaust (2015) – с Тод Хазак-Лоуи[1][4]
Някъде все още има слънце. Мемоар за Холокоста, изд.: ИК „Колибри“, София (2022), прев. Деян Кючуков[7]
- Wir sind die Adler: Eine Kindheit in Theresienstadt (2018) – с Тод Хазак-Лоуи
- Tell Me About Beethoven (2022) – с Телма Грюнбаум, книга за деца